# جسا
جِسا (کره ای: 제사) مراسم یادبودی برای اجداد افراد است که معمولاً در کره جنوبی و در سالمرگ اجداد از دست رفته برگزار می‌شود. بیشتر کاتولیک‌ها، بودایی‌ها و بی‌دین‌ها، این مراسم را به جا می‌آورند؛ اما پروتستان‌ها این مراسم را انجام نمی‌دهند. بسیاری از مسیحیان آمریکایی کره‌ای نیز، به ویژه پروتستان‌ها، دیگر این رسم را انجام نمی‌دهند.
در کره جنوبی مراسم‌های مختلفی برای یادبود و قدردانی از نیاکان وجود دارد از جمله گیجسا (기제사، 忌 祭祀)، چریه(차례، 茶 禮)، سانگمیو (성묘، 省墓) و میوسا (묘사، 墓 祀).

## چریه
مراسم چَریه یکی از انواع مراسم جسا است که کره ای‌ها در طول تعطیلات خاص در طول سال برگزار می‌کنند.
چَریه یک مراسم یادبود برای نیاکان است که در طول سولنال (روز سال نوی قمری)، چوسئوک (روز شکرگذاری کره ای) و سایر تعطیلات سنتی کره انجام می‌شود. این مراسم نوعی ابراز قدردانی از نیاکان است.
در گذشته چَریه در روزهای اول و پانزدهم هر ماه و در تعطیلات سنتی انجام می‌شد. اما امروزه این مراسم یادبود در روزهایی که نشانگر تغییر فصول باشد انجام نمی‌شود بلکه در سولنال یا اولین روز ماه اول قمری و چوسئوک (추석، 秋夕) که روز پانزدهم روز هشتمین ماه قمری است انجام می‌شود. هرچند که، در خانواده‌های طوایف بزرگ که آرامگاه خانوادگی دارند، آداب و رسوم یادبود نیاکان همچنان در چونگ‌یانگ (نهمین روز، نهمین ماه قمری) و هَن‌شیگ (حدود پنجم آوریل طبق تقویم میلادی) برپا می‌شوند.
این مراسم در سحر یا صبح زود انجام می‌شد، اما اکنون معمولاً بیشتر اواخر روز برگزار می‌شود زیرا بسیاری از اقوام نیاز به طی مسافتی دارند.
اجدادی که برای آنها در مراسم چریه یادبود می‌گیرند با اجدادی که در مراسم گچسا (مراسم سالمرگ) مورد احترام قرار می‌گیرند، یکی هستند. به عنوان مثال خانواده‌هایی که مراسم سادبونگسا (مراسم یادبود برای چهار نسل اخیر خانواده) را برگزار می‌کنند، به طورکلی برای هشت عضو فقید خانواده یعنی پدر و مادر، والدینِ آن‌ها، والدینِ والدین آن‌ها و … یادبود برگزار می‌کنند
برخی هم تنها برای دونسل اخیر مراسم برگزار می‌کنند، یعنی برای پدر و مادر و پدربزرگ و مادربزرگ.
مراسم چریه مانند مراسم گچسا، در خانه پسر ارشدِ بزرگترین پسر خانواده برگزار می‌شود هرچند بسته به مناطق مختلف و سنت‌های مختلف خانواده‌ها ممکن است درکنار مزار رفتگان برگزار شود.
در مراسم چریه برای قدردانی از چهار نسل از نیاکان، چهار مجموعه جداگانه شامل یک تخته یادبود، میز تشریفات مذهبی با یک مجموعه شامل پاراوان، آتشدان، ظرف بخور، میز کوچک و حصیر چیده می‌شود.
اگرچه در اصل باید چهار میز برای چهار نسل چیده شود اما اگر فراهم کردن وسایل و چیدن چهار میز برای خانواده‌ها سخت باشد می‌توانند یک میز بزرگ را جایگزین کنند و وسایل را روی آن در چهار قسمت بچینند.
شیوه برگزاری چری پیچیده نیست: مشروبات الکلی سنتی فقط یک بار سرو می‌شود و خواندن دعای نوشته شده حذف می‌شود. از آنجا که مراسم چریه در صبح آغاز می‌شود نیازی به روشن کردن شمع نیست. غذاهای فصلی مانند tteokguk (سوپ کیک برنج که در روز سال نو میلادی خورده می‌شود)، رشته فرنگی یا کیک برنج به عنوان پیشکش غذایی به نیاکان استفاده می‌شود. برنج و سوپ پخته شده روی میز قرار نمی‌گیرد. چیدمان میز مخصوص چریه تقریباً با میز گچسا یکسان است. با این حال، چند استثنا وجود دارد.
اول اینکه تمام گوشت‌های کبابی مانند گوشت گاو، ماهی یا مرغ را در یک بشقاب قرار داده و از قبل روی میز می‌چینند. دلیل این امر آن است که سرو مشروبات الکلی فقط یک بار انجام می‌شود. در مراسم یادبود روز اول سال جدید قمری، یک کاسه تتئوگکوک یا سوپ کیک برنج به جای برنج و سوپ پخته شده قرار می‌گیرد، در حالی که در مراسم چریه ای که طی هانسیک وچسئوک برگزار می‌شود جای برنج پخته و سوپ روی میز خالی گذاشته می‌شود. اما اخیراً برنج و سوپ پخته شده اغلب روی میز آیینی قرار می‌گیرد.
برای چوسئوک غذاهای فصلی تهیه می‌شود، از جمله سوپ تهیه شده با تاروس، گوشت گاو، جلبک دریایی و سانگپیون (کیک‌های برنجی حلالی). در حالی که برای هانسیک، کیک برنج شیرین سرخ شده با گلبرگ گل و کیک برنج با برنجاسف به عنوان هدیه داده می‌شود.